# Јулијан Јакобсен
Јулијан Јакобсен (дан. Julian Jakobsen; Олборг, 11. април 1987) професионални је дански хокејаш на леду који игра на позицији централног нападача.
Члан је сениорске репрезентације Данске за коју је дебитовао на светском првенству 2009. године.